# ملعب نيزا 86
ملعب نيزا 86 (بالإسبانية: Estadio Neza 86)‏ هو ملعب كرة قدم بمدينة كويداد في المكسيك، حيث تصل طاقة الملعب الاستيعابية إلى نحو 20,000 ألف متفرج. افتتح الملعب في 1981.
استضاف الملعب العديد من المنافسات منها كأس العالم لكرة القدم 1986.